# Nuneaton
Nuneaton è una città di 81 877 abitanti della contea del Warwickshire, in Inghilterra.

## Amministrazione

### Gemellaggi
- Roanne
- Cottbus
- Guadalajara

## Distretti e sobborghi di Nuneaton
Entro i confini civici:
- Abbey Green
- Arbury
- Attleborough (incluso Maple Park)
- Bermuda
- Caldwell
- Camp Hill
- Chapel End (incluso The Shires)
- Chilvers Coton
- Galley Common
- Griff
- Grove Farm
- Hill Top
- Horeston Grange
- Robinson's End
- St Nicolas Park
- Stockingford[1] (inclusi Glendale, Sunnyside, Black-a-Tree, Church Farm)
- Weddington
- Whitestone (incluso Crowhill)
- Whittleford (inclusi Poplar Farm, Hawthorn Common)

Fuori dai confini civici ma spesso considerati parti della città:
- Ansley
- Ansley Common
- Arley
- Astley
- Bramcote
- Caldecote
- Hartshill
- Oldbury